# Acidente de criticidade de Cecil Kelley
Um acidente de criticidade ocorreu em 30 de dezembro de 1958, no Laboratório Nacional de Los Alamos em Los Alamos, Novo México, nos Estados Unidos. É um dos 60 eventos de criticidade conhecidos que ocorreram mundialmente fora das condições controladas de um teste ou reator nuclear, ainda que tenha sido o terceiro evento desse tipo ocorrido em 1958 após os eventos de 16 de junho no Complexo Y-12 em Oak Ridge, Tennessee, e de 15 de outubro no Instituto Nuclear de Vinča, Iugoslávia. O acidente envolveu compostos de plutônio dissolvidos em reagentes químicos líquidos; dentro de 35 horas, matou o operador Cecil Kelley por envenenamento radioativo severo.

## Contexto do acidente
Cecil Kelley foi um operador químico de 38 anos de idade, com 11 anos de experiência; ele passou mais da metade deste tempo no laboratório de Los Alamos, onde uma de suas funções era operar um grande tanque misturador de 1.000 litros de capacidade. O tanque continha resíduos de plutônio-239 de outros experimentos e aplicações, juntamente com diversos solventes orgânicos e ácidos em uma solução aquosa para fins de recuperação e reúso. Em sua forma pura e em condições normais de temperatura e pressão, o plutônio é um metal sólido e prateado. Ele mancha rapidamente quando exposto ao ar e dissolve facilmente em solução concentrada de ácido clorídrico, iodídrico e perclórico, entre outros. No dia do acidente, o tanque misturador deveria conter uma solução "pobre" em plutônio dissolvido (≤0.1 g de plutônio por litro de solução) em um banho de ácido nítrico e uma emulsão cáustica, estabilizada, aquosa e orgânica. No entanto, a concentração de plutônio no tanque misturador era quase 200 vezes maior do que Kelly havia previsto, devido a pelo menos duas transferências improprias de resíduos de plutônio para o tanque de fontes indeterminadas. Adicionalmente, o plutônio foi distribuído de maneira desigual, com a camada superior da solução contendo altas concentrações, totalizado mais de 3 kg de plutônio, perigosamente perto da criticidade. Quando Kelley ligou o misturador, um vórtice começou a se formar. A camada aquosa mais densa dentro do tanque foi forçada para cima e para fora, tomando o formato de uma "tigela", e a menos densa, rica em plutônio, foi atraída para o centro do recipiente.

## Massa supercrítica
Entre outras características ideais, o melhor formato para qualquer substância físsil se tornar supercrítica é aquele com a menor área de superfície, uma esfera. Apesar da solução rica em plutônio não ser esférica, o vórtice a tornou mais grossa no centro, e isso, em conjunto com o aumento correspondente da densidade e da reflexividade quântica da camada aquosa ao redor, fez com que o plutônio dissolvido atingisse e cruzasse o limite de criticidade em aproximadamente um segundo: nêutrons dentro da mistura bombardearam os núcleos dos átomos de plutônio da solução com frequência suficiente para fazer com que se quebrassem e liberassem outros nêutrons em uma reação nuclear em cadeia sustentada que durou apenas 200 microssegundos, mas liberou uma enorme explosão de nêutrons e radiação gama. Tal liberação descontrolada de energia nuclear é comumente referida como uma "excursão". Dentro dos próximos 3 segundos as camadas da mistura haviam se dispersado e nenhuma outra reação supercrítica foi possível.

## Eventos da excursão
Kelley estava de pé em uma escada observando os conteúdos do tanque misturador por um visor de inspeção quando o acidente aconteceu. Dois outros técnicos trabalhando dentro do laboratório testemunharam um feixe brilhante de luz azul seguido de um som de um baque. O surto de energia fez com que Kelley fosse derrubado da escada e caísse no chão. Kelley se levantou desorientado e, aparentemente, desligou o misturador e ligou novamente antes de sair correndo das instalações. Os outros técnicos acharam Kelley do lado de fora em um estado de ataxia (movimento descoordenado dos músculos) e repetindo a frase, "Estou queimando! Estou queimando!"

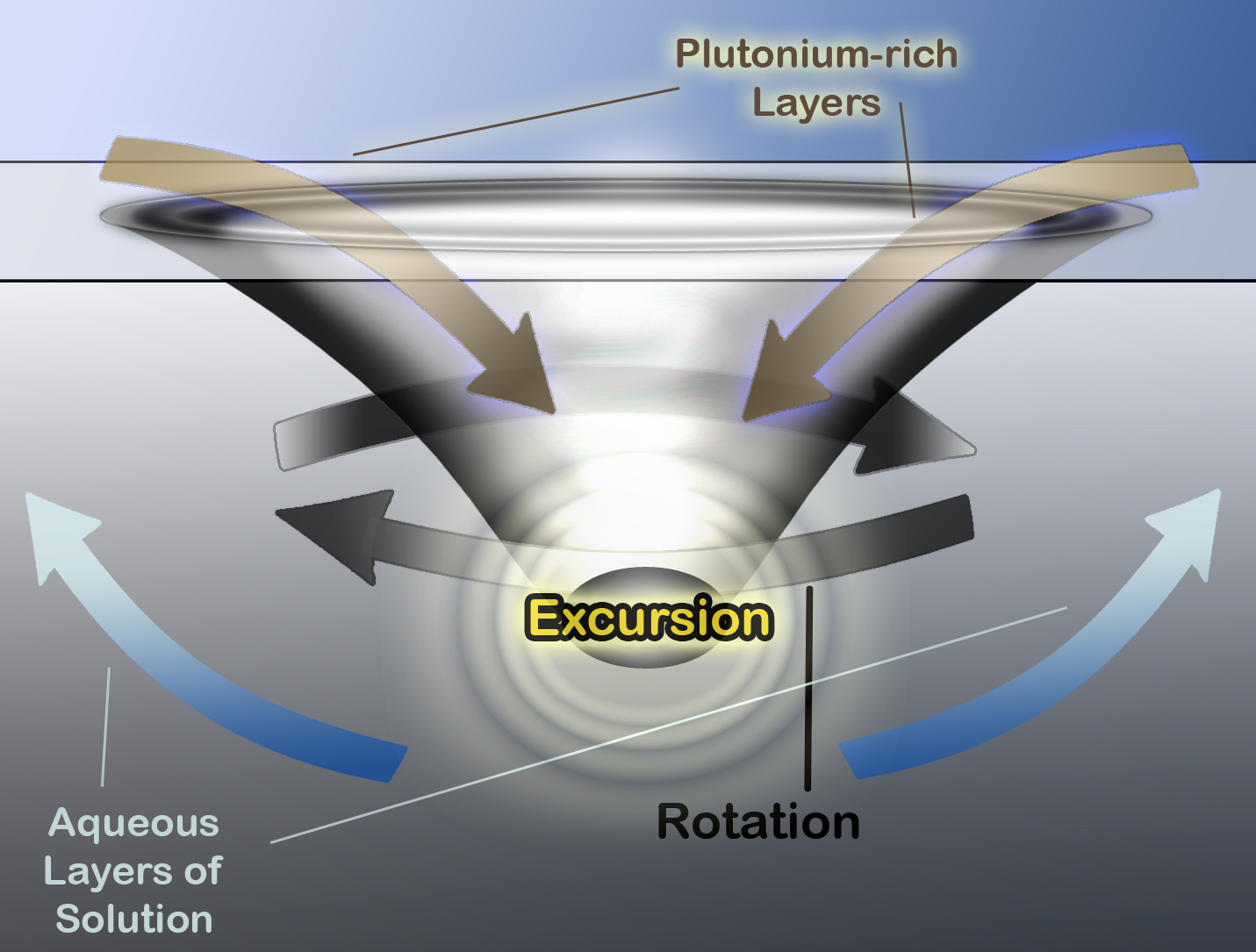
Evento da excursão durante o acidente de criticidade de Cecil Kelley..

Por causa do fato de que a possibilidade de uma excursão ocorrer no tanque misturador tinha sido considerada praticamente inexistente, os técnicos decidiram que Kelley provavelmente tinha sido exposto a radiação alfa, ao banho ácido, ou ambos, e um deles o levou até um chuveiro de emergência enquanto outro desligou o misturador. Membros adicionais da equipe chegaram na cena em questão de minutos e encontraram Kelley praticamente inconsciente. A cor rosa de seu rosto indicava eritema (vermelhidão da pele) causado pela Síndrome Cutânea da Radiação.
Qualquer acidente envolvendo material radioativo em Los Alamos exige investigação imediata por um time de monitoramento de radiação. Mesmo antes de Kelley ser levado a uma sala de emergência, os membros desta equipe começaram a examinar a sala com detectores de radiação capazes de medir a radiação alfa emitida pelo plutônio. Atividade alfa estaria generalizada caso parte da mistura  de plutônio tivesse escapado do tanque, mas nada foi encontrado. Dezoito minutos depois, o time começou a procurar por radiação gama, e foram surpreendidos quando encontraram níveis severos de radiação gama nas proximidades do tanque misturador, da ordem de dezenas de rads por hora. Tal nível de radiação gama poderia apenas ser produzido por quantidades significantes de produtos de fissão nuclear; isto, combinado com o outrora inexplicável feixe de luz testemunhado por um dos outros dois técnicos, foi suficiente para confirmar que um acidente de criticidade havia ocorrido.

## Evolução clínica de Kelley
Durante a primeira hora e quarenta minutos após o acidente, Kelley estava incoerente e tinha passado por ondas intensas de vômito e ânsia de vômito. Ele então estabilizou, esteve novamente capaz de conversar normalmente, e pode ter seu pulso medido e seu sangue testado. A amostra de sangue indicava que Kelley esteve exposto a aproximadamente 9 Gy de nêutrons rápidos e 27 Gy de raios gama, totalizando 36 Gy. Para um humano adulto, exposição a 2 Gy de uma fonte radioativa não focalizada como uma excursão irá causar envenenamento radioativo, mas não é considerado necessariamente letal; por volta de 4,5 a 5 Gy é a dose letal mediana; uma dose de 8 Gy é a LD99, que é quase sempre letal. Kelley havia recebido mais de sete vezes a dose letal para adultos humanos. Embora a equipe médica na sala de emergência tenha tomado medidas para amenizar suas dores com petidina e morfina, pesquisas anteriores e exposições de animais a radiação indicavam que a morte de Kelley era inevitável. Dentro de seis horas seus linfócitos eram praticamente inexistentes. Uma biópsia óssea feita 24 horas após o incidente produziu medula óssea de aspecto aquoso e que não continha glóbulos vermelhos. Numerosas transfusões de sangue não obtiveram nenhum efeito útil duradouro: apenas 35 horas depois da exposição inicial e depois de um último ataque de inquietação, intensa agitação, sudorese, pele pálida e pulso irregular, Kelley morreu de insuficiência cardíaca.

## Implicações
Uma investigação das circunstâncias do acidente nunca resultaram em uma explicação pública de como o tanque misturador ficou cheio com uma concentração tão alta de plutônio; inicialmente, a culpa foi colocada no próprio Kelley.
Robert L. Nance, um colega de Kelley foi o químico designado para recuperar o plutônio remanescente do tanque. Esta tarefa revelou para ele que o solvente no tanque não erá tão potente quanto esperado (possivelmente decomposto pela prolongada exposição à radiação), então é possível que a concentração tenha aumentado por essa razão. O relatório preparado por Nance não foi aprovado para ser publicado.
Embora Kelley não tivesse ingerido ou inalado nenhum plutônio durante o acidente, ele, assim como muitos técnicos de laboratório em Los Alamos, esteve exposto a partículas minúsculas de plutônio suspensas no ar ao longo de vários anos. Um evento como este foi considerado, portanto como um "experimento de oportunidade." Registros cuidadosos de cada momento da vida de Kelley foram mantidos, desde o acidente, durante a morte até a autópsia. Seus órgãos foram mantidos para exames patológicos e seus níveis de plutônio foram analisados. Os resultados das análises dos tecidos foram considerados fundamentais para o entendimento do que aconteceria com uma população durante um ataque nuclear e eram impossíveis de se obter de qualquer outra maneira. Embora a biópsia óssea do esterno de Kelley tenha sido realizada sob a premissa que os médicos desejavam determinar se Kelley era um candidato a um transplante de medula óssea, sua morte era inevitável, e um transplante não era de fato considerado.

## Processo judicial
A morte de Kelley deixou uma viúva, Doris Kelley, e duas crianças, até então com oito anos e 18 meses. Doris Kelley não recebeu a notícia enquanto seu marido ainda estava vivo que ele havia sido irradiado, e apenas soube de sua morte através da autoridade do laboratório quando representantes a visitaram em sua casa pouco tempo depois. Garantindo-a verbalmente de que lhe forneceriam compensação financeira pela morte de seu marido, eles a convenceram a não abrir nenhum processo contra o laboratório. Apesar dessas garantias, a única compensação que Doris Kelley recebeu foi uma posição vitalícia trabalhando para o mesmo laboratório em níveis próximos à pobreza, até que ela teve que se aposentar por questões de saúde.[carece de fontes?]
Em 1996, Doris Kelley e sua filha, Katie Kelley-Mareau, entraram com uma ação judicial contra Clarence Lushbaugh, o patologista que realizou a autópsia em Cecil Kelley. O caso alegou má conduta dos médicos, do hospital e da administração de Los Alamos ao remover os órgãos dos falecidos sem o consentimento dos parentes mais próximos durante um período de vários anos (1958–1980). A autópsia de Kelley foi o primeiro caso deste tipo de análise post mortem, mas houve muitas outras realizadas por Lushbaugh e outros nos anos posteriores em Los Alamos. Durante um depoimento para o caso, Lushbaugh, quando questionado sobre quem lhe havia dado autoridade para extrair oito libras (3,6 kg) de órgãos e tecido do corpo de Cecil Kelley, disse, "Deus me deu permissão." A ação foi resolvida pelos réus por aproximadamente US$ 9,5 milhões em 2002 e mais US$ 800.000 em 2007. Nenhum dos réus admitiu qualquer má conduta.